# Coalition for Epidemic Preparedness Innovations
De Coalition for Epidemic Preparedness Innovations (CEPI) is een internationale alliantie van publieke overheden, privé-ondernemingen, en inter- en niet-gouvernementele liefdadigheidsorganisaties die in 2017 werd opgericht om het onderzoek naar en de ontwikkeling van nieuwe vaccins tegen mogelijk wereldwijd opduikende, pandemische infectieziekten te stimuleren, te coördineren en te financieren. De hoofdzetel van CEPI is gevestigd in het Noorse Oslo. In 2020 werd CEPI door diverse media beschreven als een "hoofdrolspeler in de wedloop naar de ontwikkeling van een vaccin tegen het coronavirus".

## Ontstaan

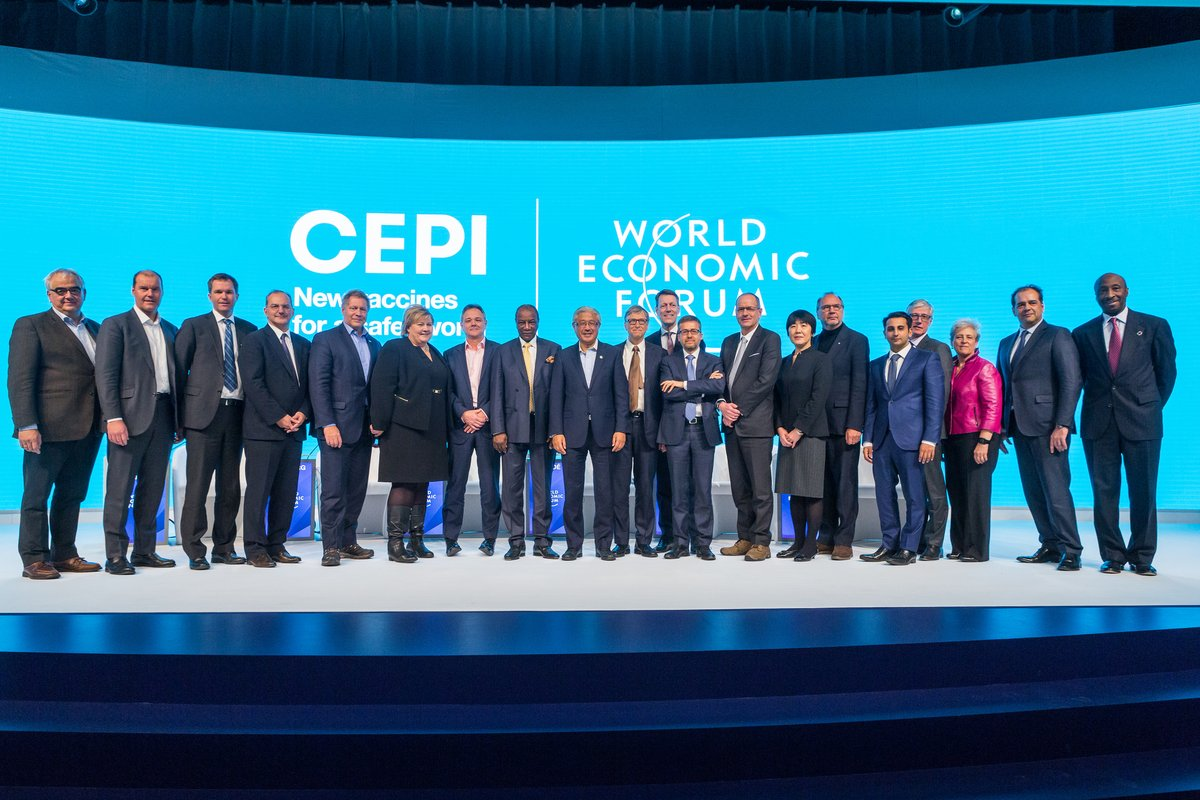
Oprichting van de Coalition for Epidemic Preparedness Innovations tijdens het Wereld Economisch Forum van 2017 in Davos

Het concept van CEPI werd voorgesteld in het medische tijdschrift New England Journal of Medicine in juli 2015. De organisatie werd officieel opgericht tijdens de bijeenkomst van het Wereld Economisch Forum (WEF) van 2017 in het Zwitserse Davos. De organisatie werd financieel gesteund met 460 miljoen Amerikaanse dollar door de Bill & Melinda Gates Foundation, de Wellcome Trust en een consortium van landen, in het bijzonder van Noorwegen, Japan en Duitsland. Respectievelijk twee en drie jaar later traden ook de Europese Unie en het Verenigd Koninkrijk toe tot de alliantie. Volgens het wetenschappelijke tijdschrift Nature is CEPI “veruit het grootste vaccinatieontwikkelingsproject ooit tegen dreigende, virale epi- en pandemieën".

## Doel
Het vaccinologisch onderzoek van het CEPI richt zich vooral op de door de Wereldgezondheidsorganisatie (WHO) opgestelde werklijst van pathogenen die worden beschouwd als veroorzaker van de zogenaamde blueprint priority diseases. Het gaat met name om het:
- Covid-19-virus (SARS-CoV-2)
- Krim-Congo-hemorragische koorts
- Ebola- en Marburgvirus
- lassakoorts-virus
- Severe acute respiratory syndrome coronavirus en het Middle East respiratory syndrome coronavirus (MERS-CoV)
- Nipah-virus en Hendra-virus
- Riftdalkoortsvirus
- Zikavirus

WHO's lijst van blueprint priority diseases omvat ook Disease X, een hypothetisch, nog niet bekend virus die een toekomstige epidemie kan veroorzaken.
In ruil voor die faciliteiten en investering eist het CEPI wel een “billijke toegang” tot die vaccinatie tijdens eventuele uitbraken, hoewel recente beleidswijzigingen daar lijken van af te wijken.
CEPI maakt ook deel uit van de Access to COVID-19 Tools (ACT) Accelerator, het coördinatieplatform waarmee de WHO de inspanningen rond een COVID-19-vaccin in een wereldwijd samenwerkingsverband coördineert.

## Belgische inbreng
Begin april 2020 maakte de Belgische minister van Financiën en ontwikkelingssamenwerking Alexander De Croo (Open VLD) bekend dat België een budget van 5 miljoen euro vrijmaakt om de klinische studies en de wereldwijde productiecapaciteit van het vaccin tegen covid-19 in het kader van CEPI te financieren en te versterken. De bijdrage werd op prijs gesteld door de Belgische wetenschappers door Peter Piot, de directeur van de London School of Hygiene & Tropical Medicine, en Paul Stoffels, diensthoofd wetenschappen van farmabedrijf Johnson & Johnson, twee hoofdrolspelers in de werking van CEPI. De Belg Luc Debruyne, de voormalige CEO van 's werelds grootste vaccinproducent GlaxoSmithKline Vaccines, is onder meer de strategisch adviseur van CEPI-ceo Richard Hatchett.